# سوگندال
سوگندال (به لاتین: Sogndal) یک شهرداری در نروژ است که در سون او فیوردانه واقع شده‌است. سوگندال ۷۴۵٫۸۴ کیلومتر مربع مساحت و ۸٬۱۹۱ نفر جمعیت دارد.